# Сліпак Володимир Олексійович
Володимир Олексійович Сліпак (2 червня 1941, м. Свердловськ — 1 листопада 2019, м. Полтава) — радянський, український композитор та педагог.

## Біографія
Народився у м. Свердловську у сім'ї військовослужбовця. Батьки були родом з с. Березівка, Гребінківського району на Полтавщині.
Після загибелі батька на фронтах Великої Вітчизняної, Володимир Олексійович з матір'ю повернулися на Україну в с. Березівку. Майбутній композитор спочатку навчався в Березівській семирічній школі, потім в Гребінківській середній залізничній школі № 55.
Після закінчення школи навчався на річних курсах баяністів в Полтавському музичному училищі ім. М. В. Лисенка. Перед призивом в армію працював учителем музики і образотворчого мистецтва в Березівській семирічній школі. Після 3-річної служби в армії поступив до Полтавського державного педагогічного інституту, де навчався за спеціальністю російська мова, література і музика.
По закінчення навчання працював в цьому інституті на кафедрі естетичного виховання, потім директором музичної школи, відповідальним секретарем, заступником голови обласного відділення музичного товариства. Працював в Полтавському обласному інституті післядипломної педагогічної освіти ім. М. В. Остроградського, завідувачем кабінету музичного і образотворчого мистецтва.

## Творчий шлях
Очолював обласне відділення Національної Всеукраїнської музичної спілки. Був членом Національної Всеукраїнської Музичної спілки. В композиторському доробку є збірки пісень «Пісні рідного краю», «Мелодії моєї душі».
Його пісні виконують народні артисти: Раїса Кириченко, Йосип Кобзон, Неллі Ножинова. Вони є в репертуарі заслужених артистів України Тетяни Садохіної, Володимира Путька, відомих співаків Анни Хижко, Ніни Савченко, Володимира Раковського.
Особливо популярні пісні на слова Т.Голобородько «Світи нам, матінко», «Пісня рідному краю», на слова А. Лихошвая «Доброго ранку, Україно», «Я вас кохаю», «Вечірня Полтава», на слова М.Бойко «Два крила у пісні», на слова Н.Білик «Учительський вальс» і багато інших.
Бажання творити добро ще в роки юності розкрилося в композиторській діяльності Володимира Олексійовича. Більше 300 пісень ним створено на вірші поетів-піснярів М. Шевченка, М. Луківа, Т. Голобородько, В. Раковського, В. Слєпцова, В. Гомона, Л. Дейнеки, Н. Білик, В. Шинкаренка, О. Недовіса, О. Лук'яненка, К. Панець, М. Литвина і інших.

## Нагороди
- знак Міністерства освіти УРСР «Відмінник народної освіти УРСР»,
- Нагрудний знак «Відмінник освіти України»,
- 1987 — Почесна Грамота Президії Верховної УРСР — «за пропаганду музичного мистецтва, по розвитку самодіяльної художньої творчості і за проведення свята пісні в Полтаві»,
- 2002 — «Заслужений працівник культури України» — «За вагомі творчі здобутки,  високу професійну майстерність та з нагоди  Всеукраїнського  дня  працівників  культури та аматорів народного мистецтва»[2].